# Damallsvenskan 2010
La Damallsvenskan 2010 è stata la 23ª edizione della massima divisione del campionato svedese femminile di calcio. Il campionato è iniziato il 3 aprile 2010 e si è concluso il 16 ottobre 2010. Il LdB Malmö ha vinto il campionato per la sesta volta nella sua storia sportiva.

## Stagione

### Novità
Dalla Damallsvenskan 2009 sono stati retrocessi in Division 1 il Piteå e lo Stattena. Dalla Division 1 sono stati promossi il Tyresö e il Jitex.

### Formato
Le 12 squadre si affrontano in un girone all'italiana con partite di andata e ritorno, per un totale di 22 giornate. La squadra prima classificata è campione di Svezia, mentre le ultime due classificate retrocedono in Division 1. Le prime due classificate sono ammesse alla UEFA Women's Champions League 2011-2012.

## Squadre partecipanti
| Club                 | Città        | Stadio                     | Stagione 2009                |
| -------------------- | ------------ | -------------------------- | ---------------------------- |
| AIK                  | Solna        | Skytteholms Idrottsplats   | 8º posto in Damallsvenskan   |
| Djurgården           | Stoccolma    | Kristinebergs Idrottsplats | 6º posto in Damallsvenskan   |
| Hammarby             | Stoccolma    | Hammarby Idrottsplats      | 9º posto in Damallsvenskan   |
| Jitex BK             | Mölndal      | Åbyvallen                  | 1º posto in Division 1 Södra |
| KIF Örebro           | Örebro       | Behrn Arena                | 5º posto in Damallsvenskan   |
| Kopparbergs/Göteborg | Göteborg     | Valhalla Idrottsplats      | 4º posto in Damallsvenskan   |
| Kristianstads DFF    | Kristianstad | Vilans Idrottsplats        | 10º posto in Damallsvenskan  |
| LdB Malmö            | Malmö        | Malmö Idrottsplats         | 3º posto in Damallsvenskan   |
| Linköping            | Linköping    | Folkungavallen             | Campione di Svezia           |
| Sunnanå SK           | Skellefteå   | Norrvalla Idrottsplats     | 7º posto in Damallsvenskan   |
| Tyresö FF            | Tyresö       | Tyresövallen               | 1º posto in Division 1 Norra |
| Umeå IK              | Umeå         | Gammliavallen              | 2º posto in Damallsvenskan   |

## Classifica finale
Fonte: sito ufficiale.
|  | Pos. | Squadra              | Pt | G  | V  | N | P  | GF | GS | DR  |
|  | ---- | -------------------- | -- | -- | -- | - | -- | -- | -- | --- |
|  | 1.   | LdB Malmö            | 59 | 22 | 19 | 2 | 1  | 66 | 18 | +48 |
|  | 2.   | Kopparbergs/Göteborg | 48 | 22 | 14 | 6 | 2  | 59 | 18 | +41 |
|  | 3.   | Linköping            | 40 | 22 | 11 | 7 | 4  | 39 | 15 | +24 |
|  | 4.   | Tyresö FF            | 40 | 22 | 12 | 4 | 6  | 41 | 26 | +15 |
|  | 5.   | KIF Örebro           | 33 | 22 | 9  | 6 | 7  | 31 | 27 | +4  |
|  | 6.   | Jitex BK             | 33 | 22 | 10 | 3 | 9  | 32 | 39 | -7  |
|  | 7.   | Umeå IK              | 27 | 22 | 8  | 3 | 11 | 25 | 40 | -15 |
|  | 8.   | Djurgården           | 22 | 22 | 6  | 4 | 12 | 24 | 34 | -10 |
|  | 9.   | Kristianstads DFF    | 20 | 22 | 5  | 5 | 12 | 32 | 48 | -16 |
|  | 10.  | Hammarby             | 18 | 22 | 5  | 3 | 14 | 22 | 37 | -15 |
|  | 11.  | Sunnanå SK           | 17 | 22 | 4  | 5 | 13 | 18 | 53 | -35 |
|  | 12.  | AIK                  | 13 | 22 | 3  | 4 | 15 | 16 | 50 | -34 |

Legenda:
      Campione di Svezia e ammessa alla UEFA Women's Champions League 2011-2012.
      Ammessa alla UEFA Women's Champions League 2011-2012.
      Retrocesse in Division 1.
Note:
Tre punti a vittoria, uno a pareggio, zero a sconfitta.

## Risultati

### Tabellone
|              | AIK  | Dju  | Ham  | Jit  | KIF  | KGö  | Kri  | LdB  | Lin  | Sun  | Tyr  | Ume  |
| ------------ | ---- | ---- | ---- | ---- | ---- | ---- | ---- | ---- | ---- | ---- | ---- | ---- |
| AIK          | –––– | 0-0  | 2-4  | 2-1  | 0-4  | 0-4  | 3-1  | 1-3  | 0-2  | 1-1  | 0-2  | 2-2  |
| Djurgården   | 2-0  | –––– | 2-1  | 1-3  | 4-2  | 0-1  | 1-5  | 0-1  | 0-0  | 1-2  | 0-2  | 2-0  |
| Hammarby     | 0-0  | 0-2  | –––– | 1-2  | 0-1  | 1-2  | 2-0  | 0-1  | 1-4  | 2-0  | 1-2  | 0-1  |
| Jitex        | 1-0  | 1-0  | 3-1  | –––– | 0-1  | 0-4  | 2-2  | 1-2  | 1-1  | 1-2  | 0-2  | 1-0  |
| KIF Örebro   | 4-1  | 3-1  | 2-1  | 1-1  | –––– | 2-2  | 3-0  | 1-3  | 0-0  | 0-0  | 1-2  | 0-0  |
| K. Göteborg  | 5-0  | 0-0  | 2-1  | 6-0  | 1-1  | –––– | 4-2  | 1-1  | 1-1  | 5-0  | 2-1  | 5-0  |
| Kristianstad | 3-1  | 1-1  | 0-1  | 3-4  | 3-1  | 1-1  | –––– | 0-2  | 0-5  | 3-2  | 0-3  | 3-1  |
| LdB Malmö    | 3-0  | 6-3  | 4-0  | 6-1  | 4-0  | 5-3  | 5-3  | –––– | 0-0  | 3-0  | 4-1  | 5-0  |
| Linköping    | 1-0  | 2-1  | 1-2  | 0-1  | 3-2  | 1-0  | 3-0  | 1-2  | –––– | 3-0  | 0-2  | 5-0  |
| Sunnanå      | 2-0  | 2-1  | 1-1  | 0-4  | 0-1  | 0-4  | 1-1  | 1-2  | 0-4  | –––– | 1-1  | 1-3  |
| Tyresö       | 5-2  | 1-2  | 2-2  | 3-2  | 0-1  | 0-4  | 0-0  | 1-0  | 1-1  | 6-1  | –––– | 1-2  |
| Umeå IK      | 0-1  | 1-0  | 3-0  | 1-2  | 1-0  | 1-2  | 2-1  | 0-4  | 1-1  | 6-1  | 0-3  | –––– |

## Statistiche

### Classifica marcatrici
Fonte: sito ufficiale.
| Gol |  |  | Giocatore          | Squadra      |
| --- |  |  | ------------------ | ------------ |
| 25  |  |  | Manon Melis        | LdB Malmö    |
| 16  |  |  | Linnea Liljegärd   | K. Göteborg  |
| 16  |  |  | Sara Lindén        | K. Göteborg  |
| 13  |  |  | Kirsten van de Ven | Tyresö       |
| 11  |  |  | Susanne Moberg     | Kristianstad |
| 11  |  |  | Sanna Talonen      | KIF Örebro   |